# Ready an` Willing
„Ready an` Willing“ (на български: Готов и благоразположен) е четвъртият студиен албум на английската хардрок група Уайтснейк.
Произведението е сред поредицата от студийни албуми на групата, достигнали култов статус в историята на музиката. Повечето от песните се превръщат в световно популярни композиции, а водещия сингъл от албума Fool for Your Loving добива репутация на една от най-големите рок класики за всички времена.
След напускането на Дийп Пърпъл, с този албум на новата си тогава група, Дейвид Ковърдейл отново се завръща в полезрението и на американската публика. „Ready an` Willing“ е първият албум на Уайтснейк, който попада в класацията на „Билборд“. Във Великобритания албумът добива статус на „Златен албум“ продавайки се в над 100 000 екземпляра.

## Списък на песните
1. Fool for Your Loving (Ковърдейл, Moody, Marsden) – 4:17
2. Sweet Talker (Ковърдейл, Marsden) – 3:38
3. Ready an' Willing (Ковърдейл, Moody, Нийл Мъри, Джон Лорд, Иън Пейс) – 3:44
4. Carry Your Load (Ковърдейл) – 4:06
5. Blindman (Ковърдейл) – 5:09
6. Ain't Gonna Cry No More (Ковърдейл, Moody) – 5:52
7. Love Man (Ковърдейл) – 5:04
8. Black and Blue (Ковърдейл, Moody) – 4:06
9. She's a Woman (Ковърдейл, Marsden) – 4:07

## Музиканти
- Дейвид Ковърдейл – вокали
- Мики Мууди – китари
- Бърни Марсдън – китари
- Нийл Мъри -бас
- Джон Лорд – клавишни
- Иън Пейс – барабани